# 服部達哉
服部 達哉（はっとり たつや、1970年9月8日 - ）は、日本の元ラグビー選手で明治大学ラグビー部、豊田自動織機ラグビー部（現豊田自動織機シャトルズ）に所属した選手。

## プロフィール
- 愛知県津島市出身
- 名古屋ラグビースクール出身
- ポジションはウイング（WTB）
- 身長177cm、体重87kg
- ラグビー以上にソフトテニスの腕前がよい（高校時代はソフトテニスで大活躍）
- 父方は水泳選手としてオリンピック（1984年ロサンゼルス）に出場している家系である

## 来歴
- 1989年　津島高校を卒業、明治大学にてラグビーをしたいため、1年の浪人
- 1990年　明治大学に入学
- 1990年、1991年、1993年　大学日本一
- 1994年　（株）豊田自動織機に入社（同ラグビー部に所属）
- 1998年　全国社会人大会初出場
- 2000年　同ラグビー部を引退
- 2003年　日本エアロビック連盟に所属
- 2008年、2009年、2010年　全日本エアロビック選手権大会　出場[1][2][3][4]
- 2017年　刈谷ラグビースクール（母体：豊田自動織機シャトルズ）で指導